# Opper-Silezisch voetbalkampioenschap 1909/10
In 1909/10 werd het vierde Opper-Silezisch voetbalkampioenschap gespeeld, dat georganiseerd werd door de Zuidoost-Duitse voetbalbond.
Germania Kattowitz werd kampioen en plaatste zich voor de Zuidoost-Duitse eindronde. De club verloor in de halve finale van VfR 1897 Breslau.

## Bezirksklasse

### Gau Beuthen
| Plaats | Club                          | Wed. | W | G | V | Saldo | Ptn |
| ------ | ----------------------------- | ---- | - | - | - | ----- | --- |
| 1.     | SV Britannia Beuthen          |      |   |   |   |       |     |
| 2.     | FC Hohenzollern 07 Laurahütte |      |   |   |   |       |     |
| 3.     | SC 08 Königshütte             |      |   |   |   |       |     |
| 4.     | SC Beuthen                    |      |   |   |   |       |     |

|  | Geplaatst voor eindronde |

### Gau Ratibor
| Plaats | Club                  | Wed. | W | G | V | Saldo | Ptn |
| ------ | --------------------- | ---- | - | - | - | ----- | --- |
| 1.     | FC Preußen 06 Ratibor |      |   |   |   |       |     |
| 2.     | FC Ratibor 03         |      |   |   |   |       |     |
| 3.     | SV Schlesien Ratibor  |      |   |   |   |       |     |
| 4.     | SC Preußen Cosel (1)  |      |   |   |   |       |     |

 (1): Trok zich tijdens het seizoen terug 
|  | Geplaatst voor eindronde |

### Gau Kattowitz
| Plaats | Club                    | Wed. | W | G | V | Saldo | Ptn  |
| ------ | ----------------------- | ---- | - | - | - | ----- | ---- |
| 1.     | SC Germania Kattowitz   | 4    | 4 | 0 | 0 | 24:3  | 8:0  |
| 2.     | SC Diana Kattowitz      | 4    | 2 | 1 | 1 | 19:15 | 5:3  |
| 3.     | FC Preußen 05 Kattowitz | 6    | 3 | 1 | 2 | 36:17 | 7:5  |
| 4.     | SC Hohenlohehütte       | 3    | 1 | 0 | 2 | 7:23  | 2:10 |
| 5.     | Kattowitzer SC          | 5    | 0 | 0 | 5 | 6:34  | 0:10 |

|  | Geplaatst voor eindronde |

## Eindronde

### Halve finale
|               |                      |       |                       |  |
| februari 1910 | SV Britannia Beuthen | 4 – 2 | FC Preußen 06 Ratibor |  |
| februari 1910 |                      |       |                       |  |

Germania Kattowitz had een bye

### Finale
|              |                       |       |                      |  |
| 6 maart 1910 | SC Germania Kattowitz | 3 – 0 | SV Britannia Beuthen |  |
| 6 maart 1910 |                       |       |                      |  |